# Haverwerf

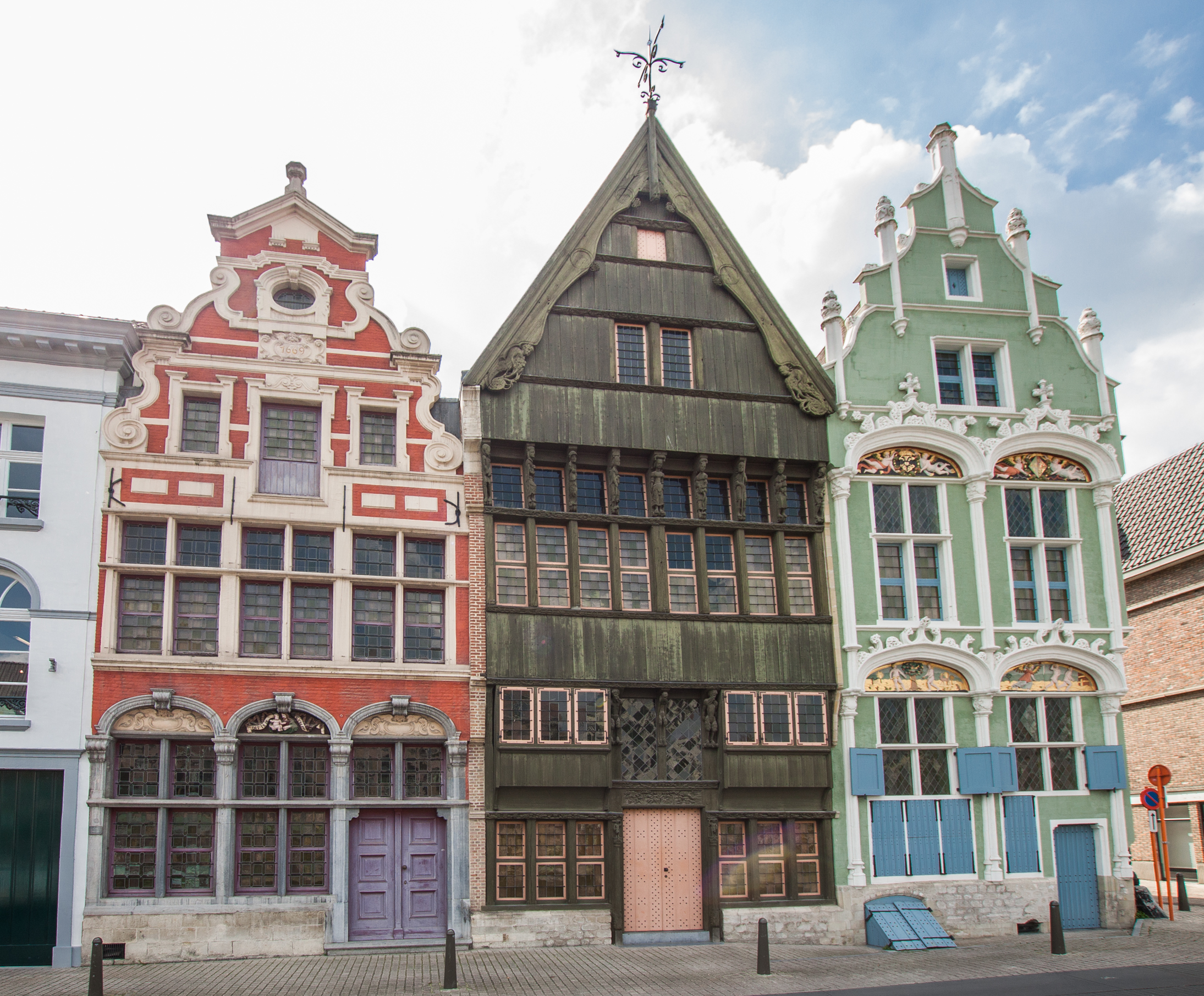
Gevels aan de Haverwerf: huizen Sint-Jozef, Den Duivel en 't Paradijs

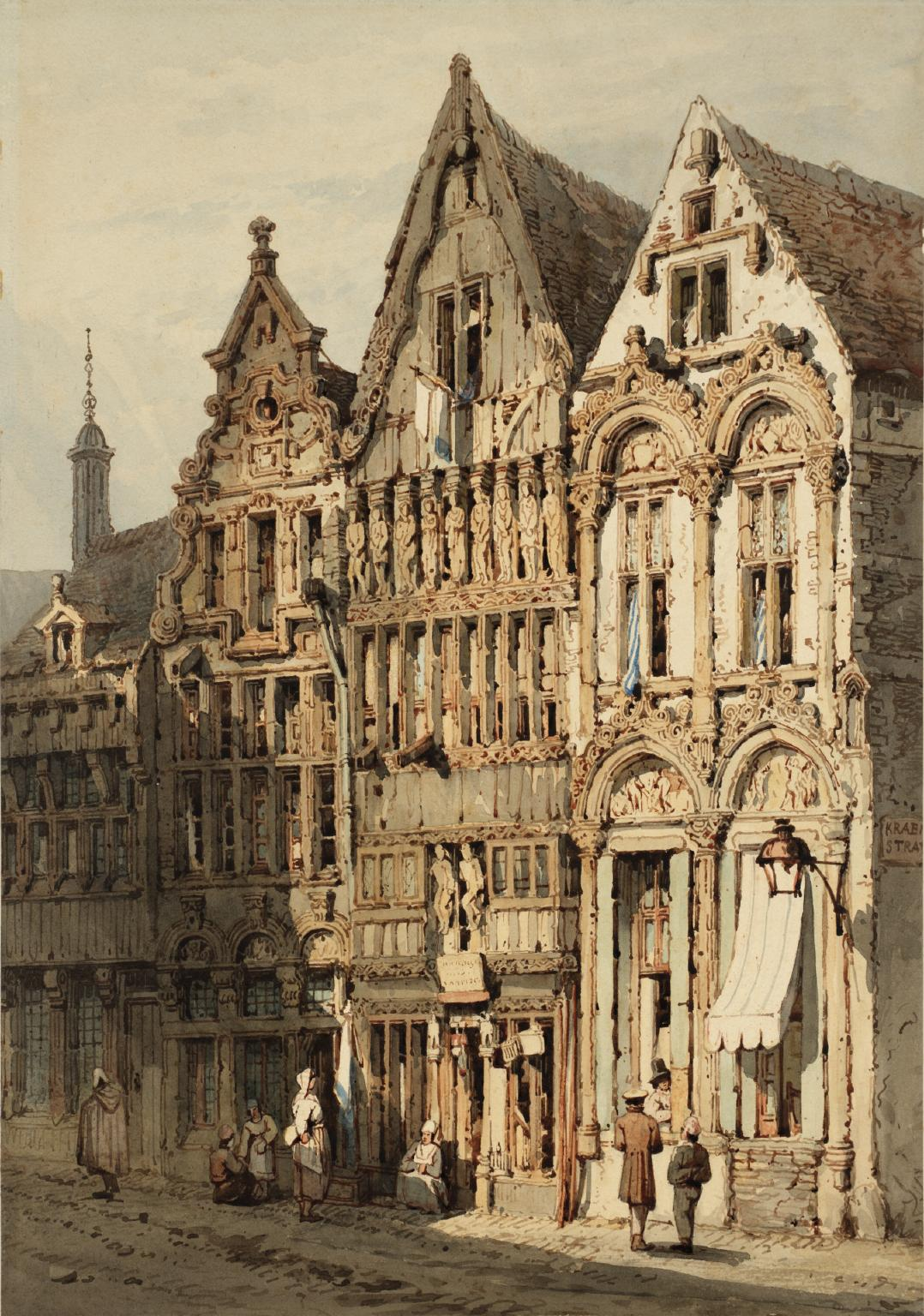
Aquarel van de Haverwerf door Samuel Prout (ca. 1823)

De Haverwerf is een straat in de Belgische stad Mechelen gelegen aan de Dijle. De naam van de straat duidt op de plaats waar vroeger haver ontscheept en verhandeld werd. In 1301 verwierf de stad het privilege tot het houden van een havermarkt.
Aan de overzijde bevindt zich de Vismarkt. De Kraanbrug verbindt met Tichelrij en Persoonshoek naar de Melaan.
Michiel Van Beethoven (overgrootvader van Ludwig van Beethoven) woonde in de Steenstraat (de latere Van Beethovenstraat), dewelke in het verlengde ligt van de werf.

## Opmerkelijke huizen

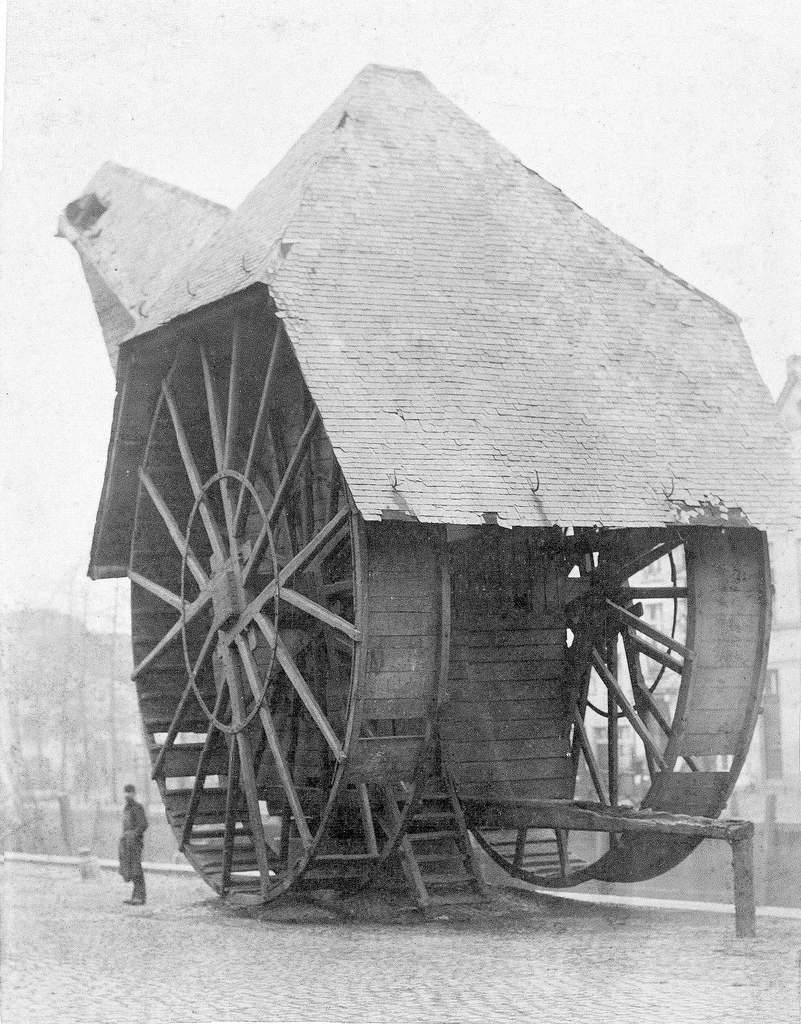
In 1887 gesloopte middeleeuwse havenkraan aan de Haverwerf. De kraan werd bediend door kraankinderen in de tredraderen.

- Sint Jozef
- De Verloren Zoon
- 't Paradijs, gebouwd rond 1520
- Den Duivel
- pand Bergen-op-Zoom